# Porté disparu (Les Simpson)
Pour les articles homonymes, voir Porté disparu.
Porté disparu est un épisode de la série télévisée d'animation Les Simpson. Il s'agit du neuvième épisode de la vingt-neuvième saison et du 627e épisode de la série. Il est diffusé pour la première fois le 10 décembre 2017 aux États-Unis.

## Synopsis
Des prisonniers, dont Tahiti Bob, nettoient les abords de l'autoroute, pendant que la famille Simpson revient d'un voyage en voiture de location. Homer, refusant de rendre le véhicule avec un réservoir encore plein, roule à travers la forêt, mais Bart a une envie pressante. Il va faire pipi dans les bois, et découvre une plaque au sol, il saute dessus et tombe au fond d'un trou. Il se retrouve dans une ancienne station de lancement de missiles. Il est porté disparu et les habitants de la ville partent à sa recherche. Les prisonniers sont mis à contribution, et Tahiti Bob veut retrouver Bart pour enfin se venger. Ce dernier essaie de sortir du profond trou, mais échoue. Milhouse le découvre en le cherchant dans les bois, va prévenir la famille et rencontre Lisa, très triste, qui le serre dans ses bras. Il décide de ne pas révéler où est Bart pour tirer profit de la situation en prétendant réconforter Lisa. Quand Bart est déclaré mort, Tahiti Bob refuse de le croire. Son psy en prison lui conseille de tourner la page, mais il décide de continuer les poursuites en kidnappant Milhouse. Bart réussit à contacter sa mère qui part à sa recherche avec Lisa. Homer les suit avec Abraham avec l'aide de leur chien. Tahiti Bob attache alors les deux enfants à un missile et s'apprête à déclencher le lancement.

## Réception
Lors de sa première diffusion l'épisode a attiré 6,06 millions de téléspectateurs.